# Relations entre le Mozambique et l'Union européenne
Les relations entre le Mozambique et l’Union européenne reposent sur la stratégie de coopération de l’Union avec le Mozambique. Cette stratégie repose principalement sur la lutte contre la pauvreté et la promotion d'une croissance rapide et étendue.
Sur le plan militaire, la mission de formation de l'Union européenne au Mozambique est lancée dans le cadre de la politique étrangère et de sécurité commune depuis 2021. L’« EUTM-Mozambique » est conçue dans le but de former et de soutenir les forces armées mozambicaines qui luttent contre l'insurrection djihadiste dans la province de Cabo Delgado depuis 2017, en particulier les unités de la Force de réaction rapide. Très vite, 40 millions d’euros viennent compléter les 4 millions initialement débloqués pour la financer, puis 45 millions d’euros supplémentaires provenant de la Facilité européenne de soutien à la paix (FEP) lui ont été alloués en avril 2022. Cette mission de l'Union européenne est prolongée en septembre 2024 à la demande du gouvernement mozambicain.
Le Portugal, l’ancienne puissance coloniale et la France y jouent un rôle de premier plan, tandis que la Serbie, candidate à l’adhésion à l’UE, et le Cap-Vert y participent également avec l’envoi de soldats. 

## Sources

## Compléments